# Balladynocallia glabra
Balladynocallia glabra är en svampart som först beskrevs av Clifford George Hansford, och fick sitt nu gällande namn av Augusto Chaves Batista 1965. Balladynocallia glabra ingår i släktet Balladynocallia och familjen Parodiopsidaceae.   Inga underarter finns listade i Catalogue of Life.